# Tobruk (bunker)

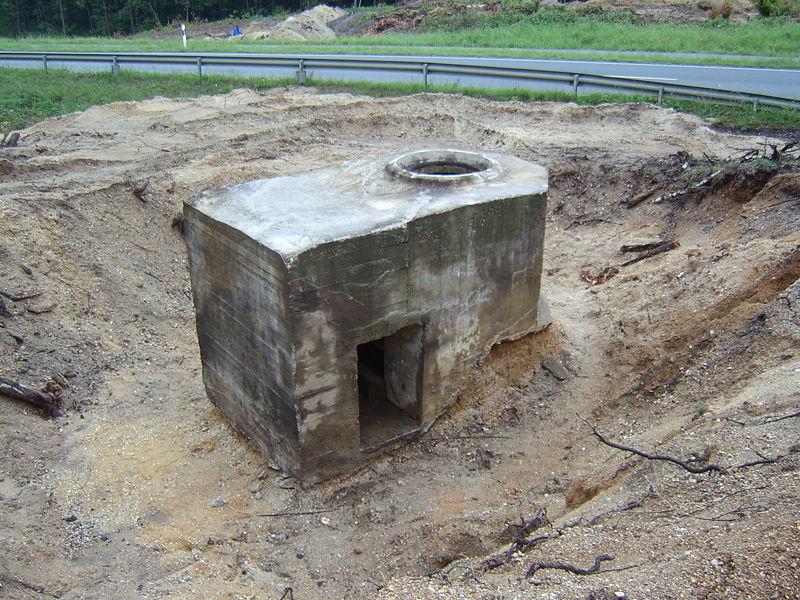
Esempio di tobruk, una volta che la terra dove era stato sepolto è stata tolta

Un tobruk è una fortificazione militare difensiva di piccole dimensioni, comparabile con un piccolo bunker. Questo particolare tipo di fortificazione fu costruito per la prima volta, durante la seconda guerra mondiale, dagli italiani, e in seguito ulteriormente migliorato dai tedeschi, che lo adottarono su vari fronti di guerra.
La struttura consiste in una camera corazzata, data inizialmente un semplice bidone di ferro immerso nel terreno, con una bocca sul tetto da cui sporgeva un mitragliere con la sua arma.

## Origine

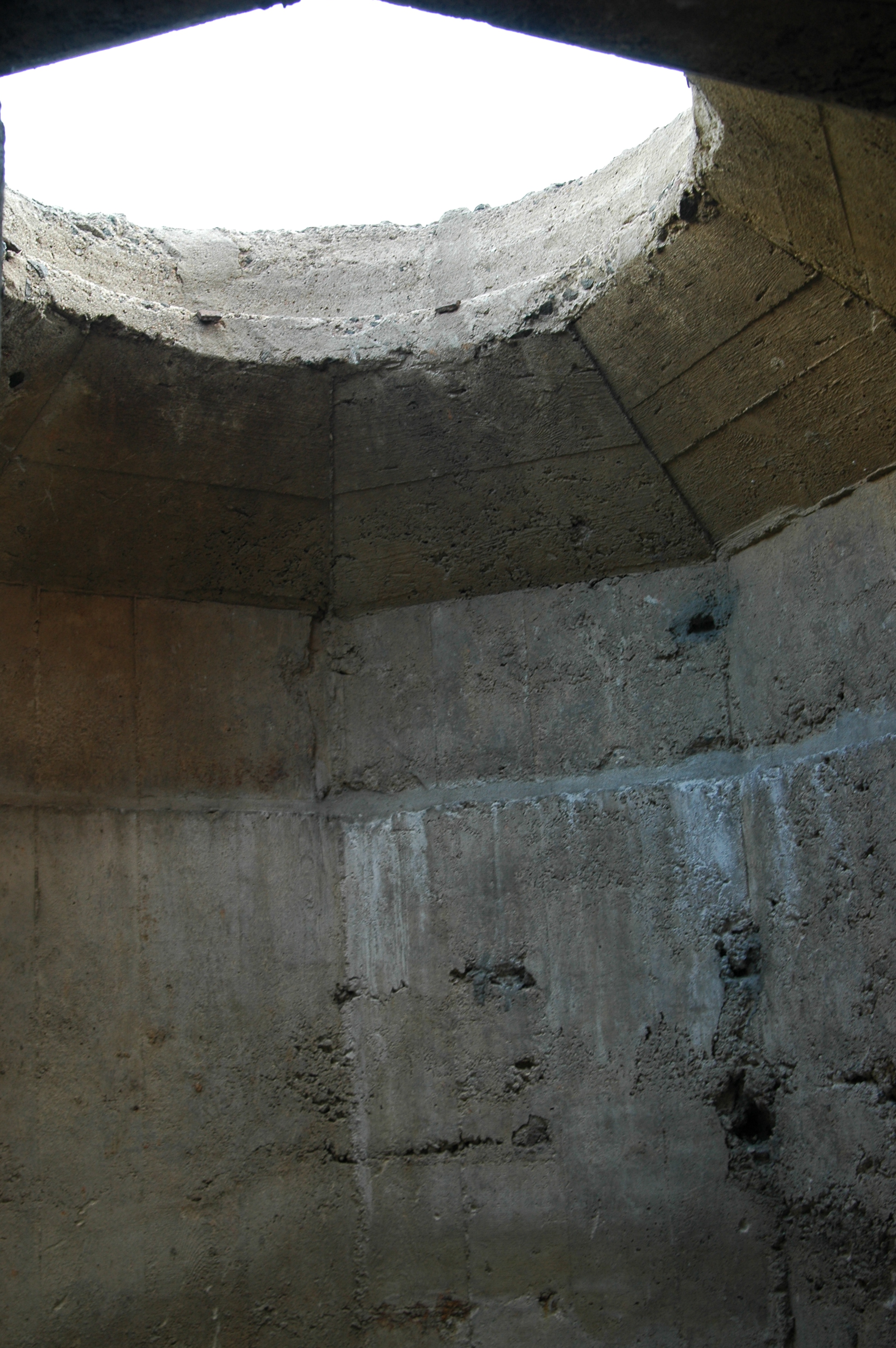
Vista dall'interno

L'origine si deve forse alle prime postazioni difensive italiane in barbetta in calcestruzzo, che prevedevano una postazione per un singolo soldato armato di mitragliatrice Fiat, Schwarzlose o Breda Mod. 37. Il nome, che gli venne dato dagli Alleati, deriva dal porto libico di Tobruch, oggetto di una nota contesa durante la seconda guerra mondiale, dove tale tipo di postazione difensiva fu impiegato per la prima volta.
I tedeschi dell'Afrika Korps lo conobbero durante la campagna del Nord Africa e, dopo aver visto l'uso che ne facevano gli italiani, ne migliorarono l'utilizzo e la funzione, in modo che si adattasse alle loro più maneggevoli mitragliatrici, che non richiedevano un treppiede.
Solo verso la fine del 1943 questo sistema di difesa, migliorato dai tedeschi, ebbe un impiego anche in Italia. Tale versione permetteva di posizionare la mitragliatrice Breda Mod. 37 sulla forcella, eliminando l'ingombro del treppiede e potendo quindi diminuire il raggio d'apertura del pozzo.

## Struttura

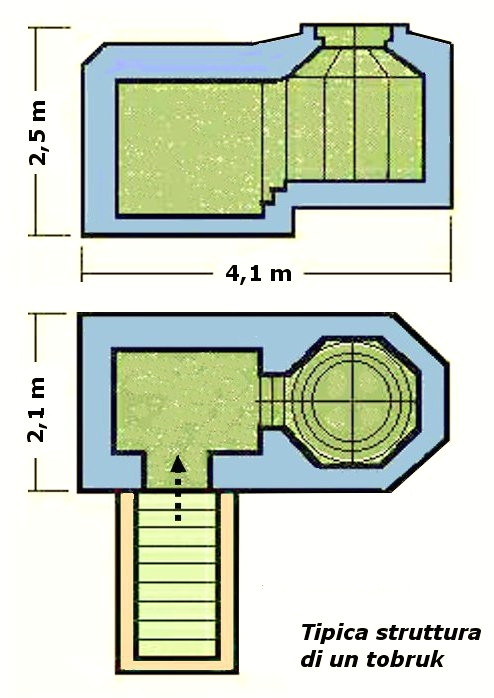
Struttura di un tobruk

Le postazioni tobruk ospitano uno-due soldati, armati solitamente di mitragliatrice, talvolta di mortaio; in quest'ultimo caso, la struttura disponeva di un piccolo sostegno per l'arma.
I primi tobruk erano costituiti da bidoni metallici (del genere utilizzato per contenere acqua o carburante) sotterrati nella terra o nella sabbia. Questi ripari offrivano al soldato una leggera protezione dai piccoli calibri e dalle schegge. Successivamente queste postazioni evolvettero diventando piccole strutture, a volte prefabbricate, in calcestruzzo con un pozzo al livello del terreno, da cui un soldato poteva sporgere la testa e l'arma mantenendo il resto del corpo al riparo. Questa tipologia di opera difensiva era efficace e allo stesso tempo economica e veloce da realizzare.
Nella loro evoluzione i tobruk vennero poi strutturati per assicurare protezione anche da calibri maggiori, grazie a corazzature che resistevano fino a calibri di 50mm.

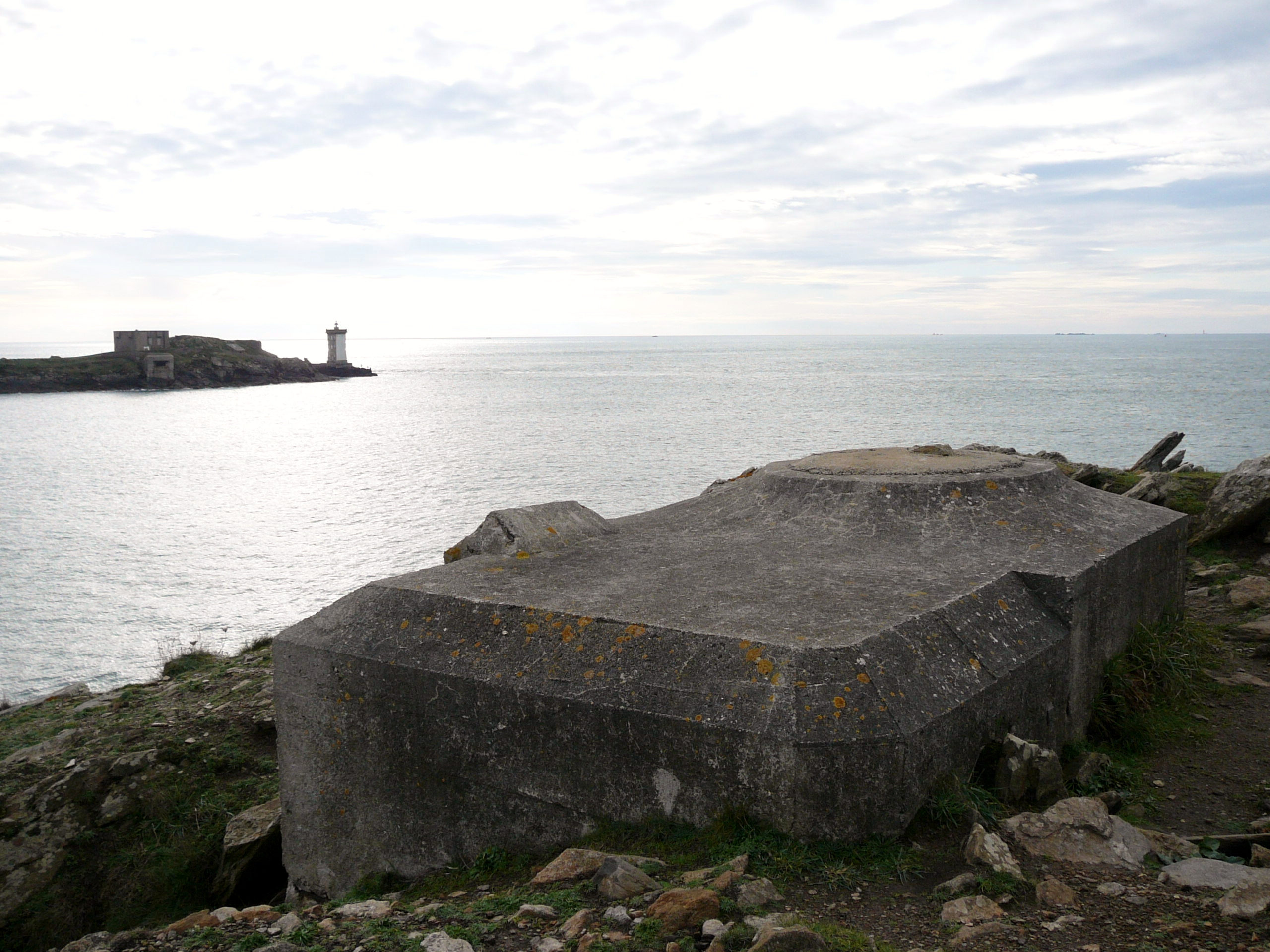
Esempio di tobruk in Bretagna. Alle sue spalle il faro di Kermorvan

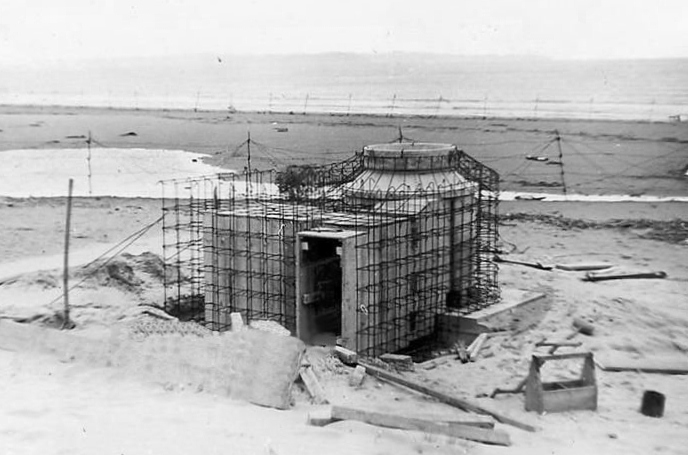
Tobruk in costruzione

Ognuna di queste strutture presentava un'unica porta d'ingresso e a volte una piccola scalinata per raggiungere l'ingresso, oltre all'apertura superiore per il soldato vigilante.
In seguito i tobruk vennero usati anche per ospitare torrette di carri armati, costituendo un anticipo delle ben note torrette. È noto un esempio di tobruk armato con la torretta di un carro Panther V.
Queste strutture si trovavano (e molte si possono ancora ritrovare) attorno a casematte, con una disposizione ad anello difensivo. Venivano spesso costruite nei pressi di snodi stradali e lungo le coste, come nel caso del Vallo Atlantico, per il controllo delle spiagge e in appoggio ad altre opere, per prevenire azioni o sbarchi alleati.
Tali postazioni difensive venivano molto spesso utilizzate dai tedeschi per proteggere vaste installazioni, o dietro linee di campi minati, filo spinato o trappole per carri armati. Solitamente 3-4 postazioni andavano a costituire una "zona di morte" con lo scopo di massimizzare le perdite al nemico che attraversava questi ostacoli.